# ویلاماینا
ویلاماینا (به ایتالیایی: Villamaina) یک کومونه در ایتالیا است که در استان آولینو واقع شده‌است. ویلاماینا ۹ کیلومتر مربع مساحت و ۹۵۹ نفر جمعیت دارد و ۵۷۰ متر بالاتر از سطح دریا واقع شده‌است.